# Eurocopter Cougar
Eurocopter AS 532 Cougar  je višenamjenski helikopter srednje težine s dva motora. Radi se o daljnjem razvoju i poboljšanoj vojnoj inačici helikoptera Aérospatiale Puma. Civilna inačica ovog helikoptera je Eurocopter Super Puma. AS 532 dalje je razvijen kao Eurocopter EC 725.

## Razvoj
U svrhu produljenja životnog vijeka AS 330 Puma te njezine eksploatacijske iskoristivosti, Aérospatiale je počeo razvoj AS 332 koji se od prvobitne inačice razlikovao po mnogo čemu. Novija inačica u odnosu na prethodnu malo se razlikovala po vanjskim obilježima, ali se u stvari ispod oplate skrivao potpuno novi helikopter. AS 330 Puma izvedena je u ukupno devet inačica do trenutka prelaska na inačicu AS 332 Super Puma, kroz koju su se ispunjavali različiti zahtjevi i poboljšanja koje će proizvođač kasnije iskoristiti za stvaranje njezinog nasljednika. U osnovi, sve inačice AS 330 bile su po vanjskom izgledu identične, s razlikom u pogledu pogonske skupine, te ovisno o tome jesu li bile namijenjene za prijevoz vojnih postrojbi ili putnika (najznačajnija razlika bila je u različitim ulaznim vratima, te kompozitnom ili konvencionalnom nosećem rotoru).
Razvojni putevi i vrste inačica budućeg helikoptera su, za razliku od AS 330, bile od početka uvjetovane zasebnim zahtjevima civilnih ili vojnih kupaca, koji su na osnovi stečenih iskustava s AS 330 tražili ispunjenje svojih novih prohtjeva. Samim time, za razliku od prethodnika, Super Puma je gotovo usporedno bila razvijana u tri inačice koje su se po vanjskim obilježjima najviše razlikovale po duljini trupa, tj. putničkog prostora i pilotske kabine letjelice. Ipak, prevladavajući čimbenik u razvojnom putu Super Pume temeljio se oko nove pogonske skupine, jer su civilni, ali i vojni korisnici, zahtijevali povećanje snage i ekonomičnosti motora, s namjerom širokog uvođenja Super Pume u specijalizirane zadaće. Tako se Aerospatiale odlučio za razvojni korak novog helikoptera temeljenog na starijoj inačici, dok se većina suparničkih proizvođača orijentirala na razvoj potpuno novog helikoptera koji ne vuče izravne korijenje u odnosu na neki stariji helikopter. Na taj su se način Francuzi pridružili proizvođačima koji su iskorištavali postojeći koncept helikoptera do njegovog maksimuma. Time možda nije postignut najkvalitetniji helikopter u pogledu tehnoloških mogućnosti, ali je cijena proizvoda daleko niža od konkurencije, te je uvelike i olakšana eksploatacija helikoptera onim korisnicima koji posjeduju neku njegovu stariju inačicu.
Sličan razvojni put u to vrijeme prošli su još jedino Bell sa svojim modelom 212 i njegovom transformacijom u 412, te nama jako poznati Mil s Mi-8 i njegovim razvojem u Mi-17. Ostali konkurentski proizvođači tog doba koji su se orijentirali na potpuno nove koncepte helikoptera bili su Sikorsky s modelom S-70 i S-76, Boeing s modelom 179 te Westland s modelom WG.30.
Tijekom 1974. kada je počeo razvojni put stvaranja Super Pume, prve Pume s Turmo IVC motorima bile su već u širokoj uporabi diljem svijeta, ali Aerospatial je odlučio da će njihov novi projekt zahtijevati više snage nego što nude trenutačno dostupni Turmo motori, te da će osobito civilni kupci zahtijevati novi motor koji će osim znatnog povećanja snage biti i ekonomski isplativiji. Proizvođač se tada odlučio za sljedeći korak: razvojna koncepcija novog helikoptera temeljit će se oko novog motora koji će uistinu predstavljati srce te letjelice.
Formiranje Eurocoptera, utjecalo je i na promjenu označavanja Super Pume, jer su se dotad, kako civilne tako i vojne inačice, označavale zajednički pod modelom AS 332, s razlikom u dodatnim oznakama inačice poput AS 332L-1 (civilna inačica) ili AS 332AL (vojna inačica). Od 1992. sve vojne inačice dobivaju oznaku AS 532 Cougar.

## Pogonska skupina
U svim novijim inačicama Super Pume (Cougara) dostupna su s dva tipa motora, koji stvaraju jedno od glavnih obilježja tog helikoptera. Sve inačice helikoptera AS 332 Super Puma i AS 532 Cougar pogonjene su s dva turbovratilna motora Turbomeca Makila 1A1 (maksimalne snaga 1.877 KS po motoru), dok su inačice EC 225 (najnovija inačica AS 332), i EC 725 (AS 532) opremljene još jačim Turbomeca Makila 2A motorima (maksimalne snage 2.413 KS svaki). Osim razlike u snazi, boljim tehničkim rješenjima te povoljnijoj specifičnoj potrošnji, Makila 2A opremljen je FADEC sustavom (Fully Automated Digital Electronic Control). Takvim sustavom omogućen je potpun elektronički nadzor upravljanja motorom, osiguravajući time idealnu smjesu goriva te protoka zraka, što uz dodatni nadzor iskrenja svjećice daje optimalnu potrošnju goriva, stvarajući ionako vrlo ekonomičan motor još prihvatljivijim. Usisnici motora opremljeni su sustavom protiv zaleđivanja, dok je ispuh motora opremljen sustavom za smanjenje toplinskog odraza motora, kojem i te kako teže svi vojni korisnici helikoptera. Isto tako, sve inačice Cougara opremljene su sustavom koji ima mogućnost ograničavanja performansi motora, što se rabi isključivo tijekom obuke za simulaciju smanjenja snage, odnosno opterećenja helikoptera. Opskrba motora gorivom osigurana je iz šest samozaptivajućih spremnika za gorivo ukupne zapremine 1.960 litara (2.537 l na EC 725). Sami spremnici sposobni su osigurati sprječavanje curenja goriva i u slučaju pogotka zrnom 12.7 mm. Dakako da postoji opcija nošenja dodatnih spremnika koji dodatno povećavaju količinu goriva (2 spremnika po 318 l). Oba motora su u odnosu na prijašnji motor pokazali i daleko bolje hot and high performanse, koje omogućuju maksimalno iskoristivost motora u uvjetima povećane vanjske temperature, te pri letu na većim nadmorskim visinama (s porastom temperature i visine leta, izlazna snaga motora se smanjuje). Sve je to zajedno s pojedinim poboljšanjima utjecalo da se maksimalna poletna težina helikoptera s početnih 6.400 kg (SA 330) poveća na 9.000 kg (AS 532), odnosno 11.000 kg (EC 725), pri čemu je porasla i mogućnost nošenja tereta od 4.500 kg (5000 kg, EC 725).

## Noseći i repni rotor
Rotor je četverokraki, s kompozitnim lopaticama, koje su kod novijeg modela Cougar Mk2 produžene paraboličnim završecima, povećavajući time performanse helikoptera na većim brzinama leta. Upravo je to tehničko rješenje uvjetovalo kod navedenog modela produljenje trupa za 0,45 m radi stvaranja dovoljne udaljenosti između nosećeg i repnog rotora zbog većeg promjera samog rotora. Najnoviji modeli EC 725, posjeduju peterokraki noseći rotor, gdje su kompozitne lopatice rotora pričvršćene na tzv. Speriflex tip glavčine, koja uz smanjenje buke i vrlo niske razine vibracije, te boljih mehaničkih karakteristika ima i poboljšane servo aktuatore.
Repni rotor je uz noseći rotor najjednostavniji detalj razlikovanja AS i EC modela. Iako se kod oba modela helikoptera kompozitni repni rotor nalazi s desne strane, AS ima peterokraki dok EC modeli posjeduju četverokraki repni rotor. Prijenos snage s motora na noseći i repni rotor osiguran je preko reduktora čija bolja tehnološka izvedba kod novijih inačica pridonosi u povećanju snage od čak 8 posto, te je sposoba raditi bez podmazivanja u trajanju od 30 minuta, dajući time dovoljno vremena da se helikopter može sigurno prizemljiti ili čak unatoč takvim oštećenjima vrati na matični aerodrom.

## Trup
U usporedbi s helikopterom Mi-17, Cougar je gotovo iste ukupne duljine, ali je teretni prostor manjih dimenzija, manja je i površina nosećeg rotora, za 2.000 kg je manja poletna težina, ali ima za 1.000 kg veću nosivost uz istodobno postizanje većeg doleta. Ipak, osim pojedinih konstrukcijskih izvedbi, rješenje se nalazi u velikoj zastupljenosti kompozitnih materijala u izradi helikoptera, koji osim poboljšanja mehaničkih odlika uvelike pridonose i u smanjenju težine samog helikoptera. Samim time, smanjenje težine materijala izrade ostavlja prostor za povećanje nosivosti. Zapadna tehnologija se od istočne razlikuje i po težini uređaja i opreme, gdje je nerealno povlačiti paralelu npr. radiokomunikacijske opreme s AS 532 i Mi-17, jer npr. ruska UHF radiostanica s instalacijom teži gotovo 30 kg. Ušteda u težini samo takve opreme znatno smanjuje tu tzv. parazitnu težinu.
U odnosu na starije inačice Pume, kako putnička tako i pilotska kabina imaju dodatna ojačanja i zaštitu od udara, što je uvjetovalo ne samo povećanje nosivosti već i sigurnosne zahtjeve posade i putnika. Po vanjskim obilježjima, Cougar je klasične konstrukcije s prilično aerodinamički oblikovanim trupom na kojem vizualno dominira zašiljena bogato ostakljena pilotska kabina. Po svojim dimenzijama, Cougar se ubraja u srednje transportne helikoptere, čija konstrukcijska izvedba omogućava preinaku trupa u višenamjenski helikopter. Zbog uporabe kompozitnih materijala u izradi trupa, došlo je i do zamjetnog smanjenja radarskog odraza letjelice, omogućavajući posadi helikoptera da se u misijama poput izvlačenja oborenog pilota ili infiltriranja specijalnih snaga u neprijateljsku pozadinu, uz let na maloj visini neprimjetno prikrade svome cilju.
Podvozje Cougara čine kotači tipa tricikl, s tom razlikom da su potpuno uvlačivi u odnosu na AS 330, što je pridonijelo i povećanju maksimalne brzine leta za 9 km/h, te dodatnim ojačanjima i mogućnosti apsorbiranja udara što je pridonijelo ukupnoj otpornosti helikoptera na udare. Također je zanimljiva dodatna mogućnost stajnog trapa, koji se po potrebi na zemlji može sniziti, omogućavajući lakši ulazak i izlazak ljudi i tereta u helikopter i iz helikoptera. Sam ulazak u teretni dio Cougara moguć je kroz dvoja velika klizna vrata na svakoj starni trupa (ovisno o inačici), čime se vrlo lako i brzo može unijeti i teret većih dimenzija, kao i bolnička nosila. Za razliku od Mi-17, zbog ne postojanja spuštajuće rampe na stražnjem dijelu trupa, ali i zbog manjih prostornih dimenzija u odnosu na ruskog suparnika, ne postoji mogućnost prijevoza vozila. 
Odabir duljine trupa Cougara uvjetuje zadaća za koju je namijenjen, te struktura i zahtjevi vojske koja ga naručuje jer povećanje duljine trupa omogućava smještaj većeg broja ljudi i tereta, ali isto tako povećava i ukupnu težinu samog helikoptera zbog čega dolazi do smanjenja letnih performansi letjelice. Klasični smještajni kapaciteti helikoptera čine 25 potpuno opremljenih vojnika plus dva člana posade, ili ako se rabe sjedala otporna na velike udare tada je moguć prijevoz 19 vojnika. U sanitetskoj verziji, najčešće nalazimo raspored od 6 nosila + doktor + 10 sjedećih mjesta.
Ulazak u pilotsku kabinu je moguć kako kroz teretni prostor tako i kroz zasebna pilotska vrata pilota. Ono što pilotu ulijeva dodatnu sigurnost su oklopljena sjedala posade, koja su prema iskustvu mnogih od neprocjenjive važnosti. Posadu helikoptera čine dva pilota, iako je zanimljivo za tu kategoriju helikoptera, da je zahvaljujući bogatoj opremi, dopušten let s jednim pilotom u vizualnim uvjetima letenja (VFR). Moguć je smještaj trećeg člana posade koji se nalazi na pomoćnom sjedalu iza oba pilota. U civilnim inačicama (AS 332), unutrašnjost se oprema udobnim sjedalima za prijevoz putnika ili pak u obliku VIP inačice.

## Avionika
U novijim inačicama Cougara unutrašnjošću pilotske kabine dominira bogato opremljena instrumentalna ploča, tj. Full Glass cockpit gdje pilotima na raspolaganju stoji uporaba suvremenog tehnološkog postignuća s područja avionike. Upravo zahvaljujući takvoj avionici, te četverokanalnom autopilotu spregnutog s navigacijskim sustavima, omogućava uporabu Cougara u VFR uvjetima sa samo jednim članom posade. Osim klasične avioelektronike, opcionalno se ugrađuje meteoradar, GPS koji je spregnut s naočalama za noćno letenje, pokretna mapa, inercijalni navigacijski sustav, letni upravljački sustav.
Ako je riječ o CSAR (combat search and rescue - borbeno traganje i spašavanje) inačici, dodatno je moguća ugradnja FLIR (forward looking infra red) sustava, ciljničkih uređaja, indikatora radarske ozračenosti te nadzornog radara.

## Osnovne inačice
Budući da je osnovni tip Super Pume istodobno razvijan za vojne i civilne korisnike, te da se isti helikopter proizvodi preko 30 godina po različitim zahtjevima, razvio se tako veliki broj inačica helikoptera. Od 1990., svi vojni helikopteri Super Puma s oznakama 332, preimenovani su u oznaku 532, dok se od 1992., dodatno nazivaju Cougar. Time brojka 5 označava vojnu inačicu, dok slova iza brojeva označavaju sljedeće: "A" označava naoružanu inačicu, "C" naoružana protutenkovska, te "U" označava višenamjenski helikopter. Drugo slovo označava razinu poboljšanja inačice.
AS 532UL Cougar 100ovaj model Eurocopter je zbog konkurencije helikoptera UH-60 Black Hawk i jeftinijeg Mi-17, ponudio u jeftinijoj inačici kako bi postao primamljiviji zemljama s nižim financijskim mogućnostima. Od originalnog AS 532 UC/AC, razlikuje se po tome što se nudi u standardiziranom paketu opreme bez mogućnosti za dodatne zahtjeve kupaca, smanjujući time rad za ugradnju dodatnih instalacija specificirane opreme s čime se smanjuje i vrijeme proizvodnje. Avionika se sastoji od jeftinijeg, ali i dalje zadovoljavajućeg IFR paketa (za instrumentalno letenje) unutar kojeg se nalazi i TACAN, GPS, te radiovisinomjer. Helikopter ima pojednostavljeni sustav za opskrbu gorivom i neuvlačivo podvozje. Helikopter i dalje zadržava identične transportne mogućnosti kao i skuplja inačica.
AS 532 Cougar Mk I UC/ACvojni višenamjenski helikopter sa skraćenim trupom koji ima mogućnost prijevoza 21 potpuno opremljenih vojnika. Sposoban je za djelovanje u svim vremenskim uvjetima, a AC naoružana inačica ima mogućnost nošenja strojnica 7,62 mm postavljenih na vratima, te bočno postavljenih topova 20 mm, te 68 mm lansere nevođenih raketa.
AS 532 SC Cougar Mk1inačica namijenjena za protubrodsko i protupodmorničko djelovanje. Preuzet je trup najkraće inačice koja je dodatno prilagođena za djelovanje s vodenih površina i zaštićena je od agresivnih djelovanja soli. Nosi podtrupni radar OMERA ORB-32, a u stražnjem dijelu trupa smješten je spuštajući sonar. Od naoružanja rabe se isprobana protubrodska raketa AM39 Exocet ili razne vrste torpeda. Za potrebe djelovanja s brodova, dodana je mogućnost preklapanja repne kupe i krakova nosećeg rotora. Za olakšanje slijetanja na brod tijekom jakog nevremena, ispod trupa nalazi se spuštajuća kuka, uz pomoć koje se nakon prikvačenja za palubu broda vrši "privlačenje" helikoptera pomoću vitla, olakšavajući posadi slijetanje na njišuću palubu.
AS 532 Cougar MkI ALto je produžena inačica AS 532 SC Cougar Mk1 koji ima mogućnost prijevoza 25 vojnika + 2 člana posade. Najznačajniju primjenu ima u CSAR (combat search and rescue - borbeno traganje i spašavanje) ulozi te kao helikopter za logistički transport u području borbenih djelovanja. Ova je inačica koja se nalazi u opremi Slovenske vojske. Ova inačica, rabi se u velikom broju diljem svijeta, i to s dodatnim pretraživačkim radarom smještenim ispod nosa helikoptera, FLIR sustavom, te samonapuhavajućim plovcima za slijetanje na vodene površine.
EC 725 Cougar Mk 2+najnovija je inačica Cougara uvedena u operativnu uporabu. Osnovne razlike u odnosu na prijašnje modele su peterokraki noseći rotor, ugradnja novog motora Makila 2A, uvlačivi sustav za napajanje gorivom u zraku, te znatna daljna modernizacija sustava i opreme. Zahvaljujući novom motoru, ostvarilo se povećanje snage za 14 posto, a samim time i povećanje maksimalne poletne težine za 10 posto. I dalje se zadržava mogućnost nošenja naoružanja kao i na prijašnjim inačicama.

## Tehničke karakteristike (AS 532 UB)
Opće karakteristike
- Posada: 2
- Kapacitet: 20 opremljenih vojnika
- Dužina: 15,53 m
- Promjer rotora: 15,6 m
- Visina: 4,92 m
- Površina diska: 206 m²
- Težina praznog helikoptera: 4.350 kg
- Maksimalna težina uzlijetanja: 9.000 kg
- Pogon: 2× Turbomeca Makila 1A1 turboosovinska, 1.185 kW svaki

Performanse
- Najveća brzina: 278 km/h
- Brzina krstarenja: 239 km/h
- Dolet: 573 km
- Najveća visina letenja: 3.450 m
- Brzina penjanja: 7,2 m/s

## Vanjske poveznice
|  | Zajednički poslužitelj ima još gradiva o temi Eurocopter Cougar |

- (en) Eurocopter AS 532SC  Arhivirana inačica izvorne stranice od 23. listopada 2008. (Wayback Machine)